# Saul Teukolsky
Saul Teukolsky (n. 2 august 1947, Johannesburg, Africa de Sud) este un fizician relativist american, specialist în teoria relativității generale, relativitatea numerică și astrofizica relativistă, profesor la Institutul tehnologic din California și Universitatea Cornell din SUA. Este cunoscut îndeosebi pentru separarea variabilelor în ecuațiile Maxwell, pentru perturbațiile gravitaționale și neutrino în câmpuri gravitaționale Kerr, care a condus la investigarea perturbațiilor electromagnetice și gravitaționale a găurilor negre de rotație⁠(d) în colaborare cu William H. Press. Este autorul unui curs de referință de astrofizică a obiectelor relativiste. De asemenea, a sugerat, în colaborare cu William H. Press, că găurile negre Kerr de rotație ar putea sa suporte un proces de bombă gravitațională, datorită efectului de supraradiație, care poate să aibă loc în cazul unor frecvențe a câmpului de proba mai mici decât un multiplu a frecvenței ciclice de rotație a găurii negre.